# Мичуринское (Крым)
Мичу́ринское (до 1945 года Кабурча́к; укр. Мічурінське, крымскотат. Qaburçaq, Къабурчакъ) — село в Белогорском районе Республики Крым, центр Мичуринского сельского поселения (согласно административно-территориальному делению Украины — Мичуринского сельского совета Автономной Республики Крым).

## Население
| 2001 | 2014 |
| ---- | ---- |
| 859  | ↘723 |

Всеукраинская перепись 2001 года показала следующее распределение по носителям языка
| Язык             | Процент |
| ---------------- | ------- |
| крымскотатарский | 49.83   |
| русский          | 46.1    |
| украинский       | 3.26    |
| другие           | 0.12    |

### Динамика численности
| - 1892 год — 359 чел. - 1897 год — 543 чел. - 1900 год — 623 чел. - 1915 год — 570/207 чел. - 1926 год — 803 чел. - 1939 год — 852 чел. | - 1974 год — 706 чел. - 1989 год — 690 чел. - 2001 год — 859 чел. - 2009 год — 769 чел. - 2014 год — 723 чел. |

## Современное состояние
На 2017 год в Мичуринском числится 6 улиц; на 2009 год, по данным сельсовета, село занимало площадь 94,7 гектара на которой, в 256 дворах, проживало 769 человек. В селе действуют средняя общеобразовательная школа, детский сад «Колосок», сельский Дом культуры, библиотека-филиал № 22, фельдшерско-акушерский пункт, отделение Почты России. Мичуринское связано автобусным сообщением с райцентром, Симферополем и соседними населёнными пунктами.

## География
Мичуринское находится в центральной части района, в пределах Внутренней гряды Крымских гор, в долине Кучук-Карасу на левом берегу реки. К северо-востоку над селом возвышается гора Алан-Кыр (465 м) массива Кубалач. Высота центра села над уровнем моря — 231 м. Соседние сёла: Лечебное в 3,5 км выше по долине и Васильевка — 6,5 километра на север, ниже по реке.
Расстояние до райцентра — около 11 километров (по шоссе), расстояние до железнодорожной станции Симферополь — примерно 56 километров. Транспортное сообщение осуществляется по региональной автодороге 35Н-114 от шоссе Белогорск — Льговское (по украинской классификации — С-0-10338).

## История
В сборнике «Города и села Украины. Автономная Республика Крым. Город Севастополь. Историко-краеведческие очерки» есть данные, что Кабурчак основан в 1832 году переселёнными сюда « волжскими и читинскими (?) болгарами», но пока никакими другими источниками это не подтверждается. «Історія міст і сіл Української РСР» приводит дату основания 1769 год, что явная опечатка, а 1869 год согласуется с информацией, что в конце 1860-х годов, после затяжного неурожая в Кишлаве и Старом Крыму 1862—1865 годов, малоземельные крестьяне-болгары начали переселяться на хутор Кабурчак на берегу Кучук-Карасу (там была вода для полива).
Впервые в официальных документах селение встречается на верстовой карте 1890 года, согласно которой в деревне обозначено 69 дворов с болгарским населением. По «…Памятной книжке Таврической губернии на 1892 год» в деревне Кобурчак Салынской волости Феодосийского уезда, составлявшей Кобурчакское сельское общество числилось 359 жителей в 63 домохозяйствах. Перепись 1897 года зафиксировала в деревне Кабурчак (она же Ново-Ивановка) 543 жителя, из которых 536 православных. По «…Памятной книжке Таврической губернии на 1902 год» в деревне Кабурчак, входившей в Кабурчакское сельское общество, числилось 623 жителя в 58 домохозяйствах, подворно владевших 2036 десятинами земли. По Статистическому справочнику Таврической губернии. Ч.II-я. Статистический очерк, выпуск пятый Феодосийский уезд, 1915 год, в деревне Кобурчак Салынской волости Феодосийского уезда числилось 140 дворов (110 дворов с землёй, 30 — безземельные) с болгарским населением в количестве 570 человек приписных жителей и 207 «посторонних», из которых 411 мужчин и 266 женщин. Жители владели 1513 десятинами удобной земли. В хозяйствах имелось 460 лошадей, 280 волов, 116 коров и 5942 головы овец, свиней, или коз.
После установления в Крыму Советской власти, по постановлению Крымревкома от 8 января 1921 года была упразднена волостная система и село вошло в состав вновь созданного Карасубазарского района Симферопольского уезда, а в 1922 году уезды получили название округов. 11 октября 1923 года, согласно постановлению ВЦИК, в административное деление Крымской АССР были внесены изменения, в результате которых округа ликвидировались, Карасубазарский район стал самостоятельной административной единицей и село включили в его состав. Согласно Списку населённых пунктов Крымской АССР по Всесоюзной переписи 17 декабря 1926 года, в селе Кабурчак, центре Кабурчакского сельсовета (в коем состоянии село пребывает всю дальнейшую историю) Карасубазарского района, числилось 198 дворов, из них 179 крестьянских, население составляло 803 человека, из них 730 болгар, 46 русских, 18 цыган, 3 грека, 6 записаны в графе «прочие», действовала болгарская школа. В 1929 году создан колхоз «Красный Юг». По данным всесоюзной переписи населения 1939 года в селе проживало 852 человека.
В 1944 году, после освобождения Крыма от фашистов, согласно постановлению ГКО № 5984сс от 2 июня 1944 года, 27 июня крымские болгары были депортированы в Пермскую область и Среднюю Азию. 12 августа 1944 года было принято постановление № ГОКО-6372с «О переселении колхозников в районы Крыма», в исполнение которого в район завезли переселенцев: 6000 человек из Тамбовской и 2100 — Курской областей, а в начале 1950-х годов последовала вторая волна переселенцев из различных областей Украины. Указом Президиума Верховного Совета РСФСР от 21 августа 1945 года Кабурчак был переименован в Мичуринское и Кабурчакский сельсовет — в Мичуринский. С 25 июня 1946 года Мичуринское в составе Крымской области РСФСР. В марте 1953 года колхозы «Красный Юг» и им. С. Орджоникидзе (в селе Лечебное) объединились в колхоз им. Мичурина. 26 апреля 1954 года Крымская область была передана из состава РСФСР в состав УССР. На 1974 год в Мичуринском числилось 706 жителей. По данным переписи 1989 года в селе проживало 690 человек. С 12 февраля 1991 года село в восстановленной Крымской АССР, 26 февраля 1992 года переименованной в Автономную Республику Крым. С 21 марта 2014 года в составе Крыма аннексировано Россией.